# Charity Shield 1998
La Charity Shield 1998 fue la edición Nº 76 de la competición. Fue disputada entre el Arsenal, que se proclamó campeón de la Premier League 1997/98 y el Manchester United, como campeón de la FA Cup 1997-98.
El partido se disputó el 9 de agosto de 1998, en el Estadio de Wembley ante 67.342 espectadores.
El encuentro finalizó 3-0 para el Arsenal, consiguiendo así la novena Charity Shield para sus vitrinas.

## Charity Shield 1998

### Equipos
| Arsenal           |  | Bandera de Inglaterra |  | Campeón de la Premier League (1997/98) y de la FA Cup (1997/98) |
| Manchester United |  | Bandera de Inglaterra |  | Subcampeón de la Premier League (1997/98)                       |

### Partido
| 1          | POR        | David Seaman     |     |
| 2          | DEF        | Lee Dixon        |     |
| 5          | DEF        | Martin Keown     |     |
| 6          | DEF        | Tony Adams       | 80' |
| 3          | DEF        | Nigel Winterburn |     |
| 15         | MED        | Ray Parlour      |     |
| 4          | MED        | Patrick Vieira   | 84' |
| 17         | MED        | Emmanuel Petit   | 73' |
| 11         | MED        | Marc Overmars    | 67' |
| 9          | DEL        | Nicolas Anelka   |     |
| 10         | DEL        | Dennis Bergkamp  | 46' |
| Entrenador | Entrenador | Arsène Wenger    |     |

| 1          | POR        | Peter Schmeichel  |     |
| 2          | DEF        | Gary Neville      |     |
| 21         | DEF        | Ronny Johnsen     |     |
| 6          | DEF        | Jaap Stam         |     |
| 3          | DEF        | Denis Irwin       |     |
| 7          | MED        | David Beckham     |     |
| 8          | MED        | Nicky Butt        | 53' |
| 16         | MED        | Roy Keane         | 76' |
| 11         | MED        | Ryan Giggs        | 70' |
| 18         | DEL        | Paul Scholes      | 70' |
| 9          | DEL        | Andrew Cole       | 70' |
| Entrenador | Entrenador | Sir Alex Ferguson |     |

| 12 | DEL | Christopher Wreh | 46' |
| 16 | MED | Stephen Hughes   | 67' |
| 21 | MED | Luis Boa Morte   | 73' |
| 5  | DEF | Steve Bould      | 80' |
| 18 | MED | Gilles Grimaldi  | 84' |

| 20 | DEL | Ole Gunnar Solskjaer | 53' |
| 12 | DEF | Phil Neville         | 70' |
| 14 | MED | Jordi Cruyff         | 70' |
| 10 | DEL | Teddy Sheringham     | 70' |
| 21 | DEF | Henning Berg         | 76' |

|  | 34' | Marc Overmars    | 1-0 |
|  | 57' | Christopher Wreh | 2-0 |
|  | 72' | Nicolas Anelka   | 3-0 |

|  |

|  | 22' | Martin Keown |
|  | 81' | Lee Dixon    |

|  | 3'  | Gary Neville |
|  | 26' | Denis Irwin  |
|  | 79' | Phil Neville |
|  |     |              |

|  |

| Árbitro | Graham Poll |
|         |             |
|         |             |
|         |             |

| 1          | POR        | David Seaman     |     |
| 2          | DEF        | Lee Dixon        |     |
| 5          | DEF        | Martin Keown     |     |
| 6          | DEF        | Tony Adams       | 80' |
| 3          | DEF        | Nigel Winterburn |     |
| 15         | MED        | Ray Parlour      |     |
| 4          | MED        | Patrick Vieira   | 84' |
| 17         | MED        | Emmanuel Petit   | 73' |
| 11         | MED        | Marc Overmars    | 67' |
| 9          | DEL        | Nicolas Anelka   |     |
| 10         | DEL        | Dennis Bergkamp  | 46' |
| Entrenador | Entrenador | Arsène Wenger    |     |

| 1          | POR        | Peter Schmeichel  |     |
| 2          | DEF        | Gary Neville      |     |
| 21         | DEF        | Ronny Johnsen     |     |
| 6          | DEF        | Jaap Stam         |     |
| 3          | DEF        | Denis Irwin       |     |
| 7          | MED        | David Beckham     |     |
| 8          | MED        | Nicky Butt        | 53' |
| 16         | MED        | Roy Keane         | 76' |
| 11         | MED        | Ryan Giggs        | 70' |
| 18         | DEL        | Paul Scholes      | 70' |
| 9          | DEL        | Andrew Cole       | 70' |
| Entrenador | Entrenador | Sir Alex Ferguson |     |

| 12 | DEL | Christopher Wreh | 46' |
| 16 | MED | Stephen Hughes   | 67' |
| 21 | MED | Luis Boa Morte   | 73' |
| 5  | DEF | Steve Bould      | 80' |
| 18 | MED | Gilles Grimaldi  | 84' |

| 20 | DEL | Ole Gunnar Solskjaer | 53' |
| 12 | DEF | Phil Neville         | 70' |
| 14 | MED | Jordi Cruyff         | 70' |
| 10 | DEL | Teddy Sheringham     | 70' |
| 21 | DEF | Henning Berg         | 76' |

|  | 34' | Marc Overmars    | 1-0 |
|  | 57' | Christopher Wreh | 2-0 |
|  | 72' | Nicolas Anelka   | 3-0 |

|  |

|  | 22' | Martin Keown |
|  | 81' | Lee Dixon    |

|  | 3'  | Gary Neville |
|  | 26' | Denis Irwin  |
|  | 79' | Phil Neville |
|  |     |              |

|  |

| Árbitro | Graham Poll |
|         |             |
|         |             |
|         |             |

| Campeón Charity Shield 1998 |
| --------------------------- |
| Arsenal 9° título           |

| Predecesor: Charity Shield 1997 | Charity Shield 1998 | Sucesor: Charity Shield 1999 |